# Ehemaliges Klärwerk Krefeld
Das ehemalige Klärwerk Krefeld ist ein denkmalgeschütztes Gebäude in der nordrhein-westfälischen Stadt Krefeld. Es wurde nahe der Stadtgrenze zu Krefeld-Bockum auf einem Grundstück der eigenständigen und bedeutend älteren Rheinstadt Uerdingen erbaut, später gehörte es zur Stadt Krefeld-Uerdingen am Rhein, heute liegt es im Stadtteil Krefeld-Uerdingen am Rundweg 20–22.
Die Crefelder Reinigungsanlage, so der frühere Name, diente zur Reinigung der Abwässer des Stadtkerns von Krefeld, der Industrie der Stadt, der Krefelder Stadtteile Bockum und Linn, dem Rheinhafen der Stadt Krefeld. Es gilt als ein architektonisches Zeugnis des Jugendstils im Industriebau. Es ist eines der weltweit ersten fünf Gebäude, in denen monolithisch in Eisenbeton ein Hallentragwerk in Parabeln mit einer Spannweite von über 17 m ausgeführt wurde.
Es ist mit dem Klärwerk Niederrad in Frankfurt am Main in Deutschland, mit der Kläranlage Stará čistírna in Prag-Bubeneč in der Tschechischen Republik, eine der drei letzten erhaltenen Kläranlagen aus der Gründungszeit der Stadtentwässerungen.

## Geschichte
Das Klärwerk wurde vermutlich nach Plänen des Architekten Georg Bruggaier zwischen 1908 und 1909 errichtet. Von Bruggaier stammen auch die erhaltenen Inventarienzeichnungen, Baupläne liegen aber nicht vor. Weitere Beteiligte waren der Beigeordnete Oberbaurat Hubert Hentrich, der städtische Ingenieur Krawinkel und Oberbürgermeister Adalbert Oehler. Die ausführende Baufirma des sehr frühen monolithischen Eisenbeton-Bauwerks ist bisher noch unbekannt, Bauakten der Stadt Krefeld sind nicht mehr vorhanden. Es muss sich allerdings um einen der wenigen Eisenbeton-Pioniere gehandelt haben.
Die Baukosten beliefen sich damals (umgerechnet) auf etwa 1,3 Millionen Euro.
Das ehemalige Klärwerk besteht aus folgenden Gebäudeteilen:
- Klärhalle (Hauptgebäude), bestehend aus einem Eingangsportal (mit integrierten Nebenräumen), drei Klärkanälen, Lorenbahn, drei Sperr-Schieber und Hallenkran.
- dem angrenzenden Maschinenhaus, bestehend aus Flur, Halle des Hochwasserpumpwerks, Werkstatt, Magazin und Transformatorenraum
- Bremsberghaus, an die Klärhalle angrenzend, es diente zu Überwindung des Höhenunterschiedes, um das Klärgut mittels Loren auf das Landschaftsniveau zu heben
- Betriebsleiterwohnhaus (Wohnfläche ca. 74 m² – 1921/1922 nach Plänen des Architekten Anton Rumpen errichtet)
- Schieberhaus, ist aus abwassertechnischen Gründen nach wie vor in Verwaltung des Kommunalbetriebes Krefeld AöR und dient heute als Zugang zum Regenwasserüberlauf.
- Die Nutzfläche beträgt insgesamt ca. 857 m².[6]

Von 1910 bis 1962 wurde das Klärwerk in seinem originalen Zustand als mechanische Reinigungsanlage zur Abwasserreinigung mittels feiner Rechen mit 5 mm Spaltbreite genutzt. Dieses Verfahren, das Abwasser mittels Rechen oder Sieben mechanisch zu reinigen, war zur Entstehung des Klärwerks die verbreitetste Reinigungsart von Abwässern in Deutschland. Noch heute ist dieses Verfahren in der ersten von vielen Reinigungsstufen moderner Klärwerke vorhanden. 1962 endete die Abwasserreinigung der Stadt Krefeld mit der Abschaltung des Klärwerks. Das Abwasser wurde ungereinigt in den Rhein eingeleitet. Das Hochwasserpumpwerk blieb in Betrieb, bis es 1972 von einer bis heute bestehenden Anlage, unmittelbar am Ufer des Rheins zwischen Uerdingen und dem Chempark Uerdingen, ersetzt wurde.
Erst um 1974 wurde eine neue Kläranlage für Krefeld als zweites Klärwerk in Betrieb genommen, ebenso wie die alte Anlage anfangs ausschließlich mit mechanischer Abwasserreinigung arbeitend. Erst ab 1981 gelang es dort eine biologische Reinigungsstufe als weitere Stufe der Abwasserreinigung in Betrieb zu nehmen. Etwa ab 1976 wurde das historische Klärwerk durch den Einbau von Schneckenpumpen als reines Abwasser-Pumpwerk umgenutzt und damit erneut in den Dienst der Stadtentwässerung gestellt, bis diese Funktion nach jahrelangen Planungen und Bauverzögerungen im Jahre 1996 durch eine unmittelbar danebenliegende neue unterirdische Pumpstation ersetzt wurde. Bis heute wird das Abwasser von Linn und dem Rheinhafen der Stadt an der alten ersten Kläranlage ankommend, von einem modernen unterirdischen Abwasser-Pumpwerk zum zweiten Klärwerk der Stadt Krefeld am Elfrather See gepumpt. Das ehemalige Maschinenhaus nutzten zu dieser Zeit Keramik-Künstler der damaligen Fachhochschule-Niederrhein unter dem Namen „Klärwerk-Keramik“ als ihre Werkstatt und Atelier.
In der Phase der Umnutzung als Abwasser-Pumpwerk wurde die Struktur und die Einbauten der Klärhalle durch Kontaminationen und biogene Schwefelsäurekorrosion stark geschädigt. Werkstoffe der Klärhalle, Tragwerke aus Eisenbeton, technische Einbauten wie Schieber und Kran und der Terrazzo Fußboden wurden dabei unter anderem durch Schwefelsäure angegriffen. Ursache waren die mikrobiologischen Umsetzungen im Abwasser, das in der Halle gepumpt wurde und so zu einem kombinierten chemisch-biologischen Angriff der Oberflächen führte. Einleiter, die diese neue Abwasserqualität in das Kanalsystem abgaben, lagen im Rheinhafen und sind unter den Vorläufern der heutigen dort beheimateten Cargill-Werke zu suchen.
Nachdem das Klärwerk 1996 wieder außer Betrieb gesetzt wurde, erstellten Gutachter eine umfangreiche Dokumentation der entstandenen Schäden und es wurden Angebote zur Sanierung eingeholt. Diese wurde allerdings von der Stadt Krefeld nie ausgeführt.
Nach weiteren 20 Jahren des Leerstands und fortschreitenden Vandalismus stieg der Bekanntheitsgrad des Klärwerks unter Urbexern. Im Jahr 2018 kauften nach vier Jahren Verhandlungen mit der Stadt Krefeld vier Freunde das Klärwerk. Seitdem wird es instand gesetzt und ist bereits bei Führungen zugänglich. Die Denkmalförderung des Landes Nordrhein-Westfalen und ein Denkmal Sonderprogramm der Bundesregierung unterstützen diese Arbeiten.

## Bildergalerie

Rundgang durch die Gebäudeteile des Ehemaligen Pumpwerk Uerdingen (17. Okt. 2018)
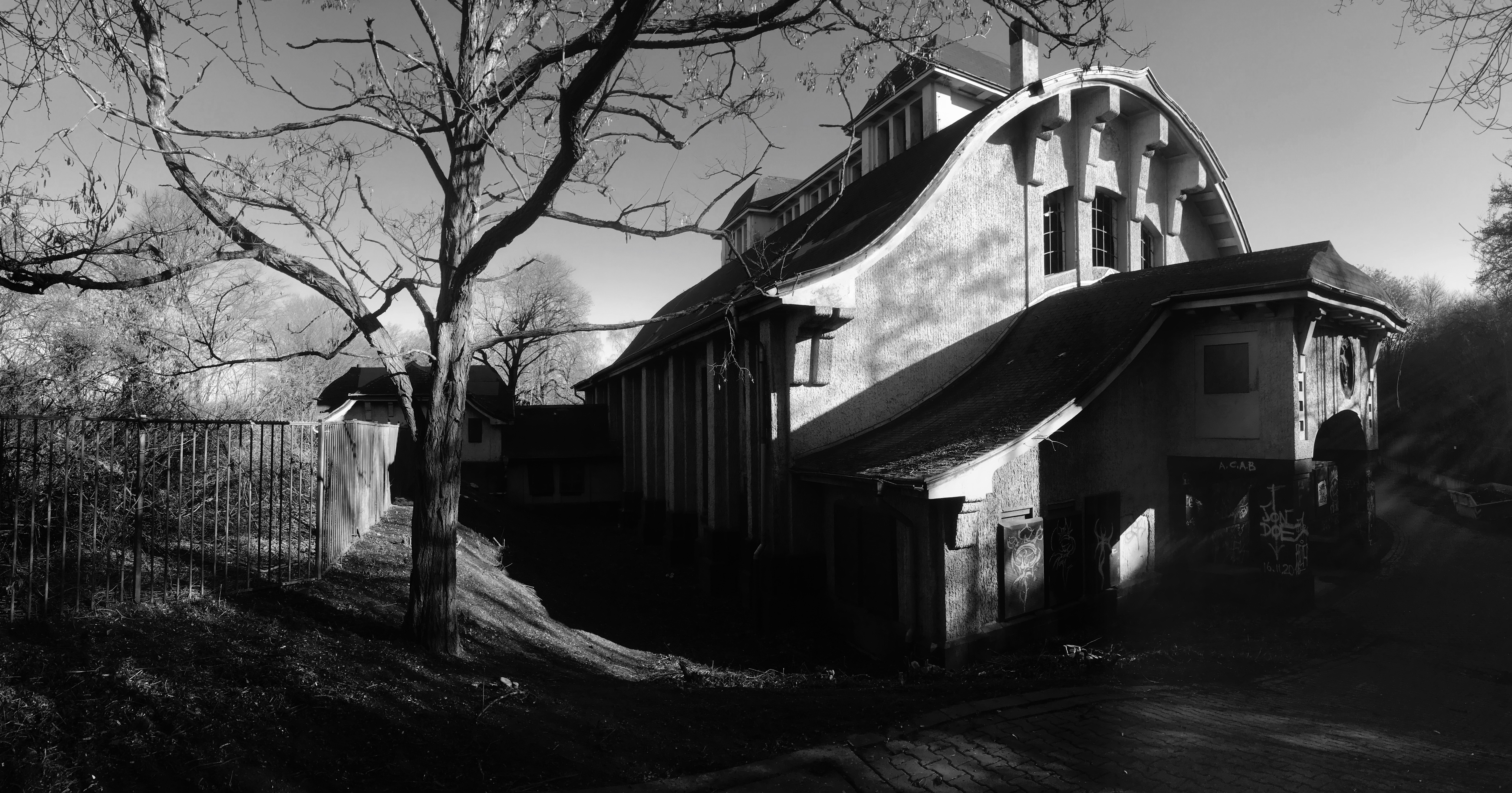
Haupteingang
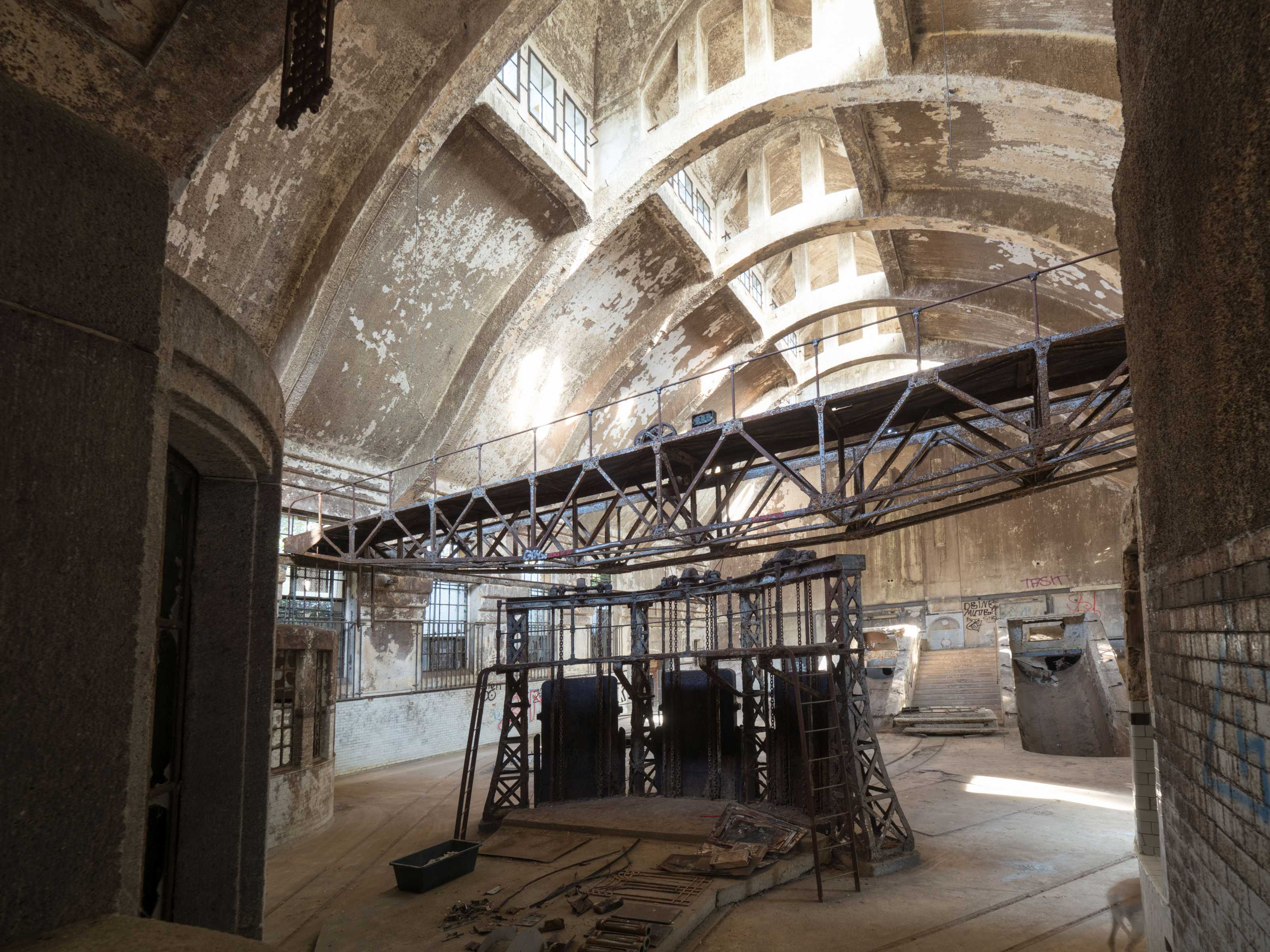
Schieber. Deckenkonstruktion
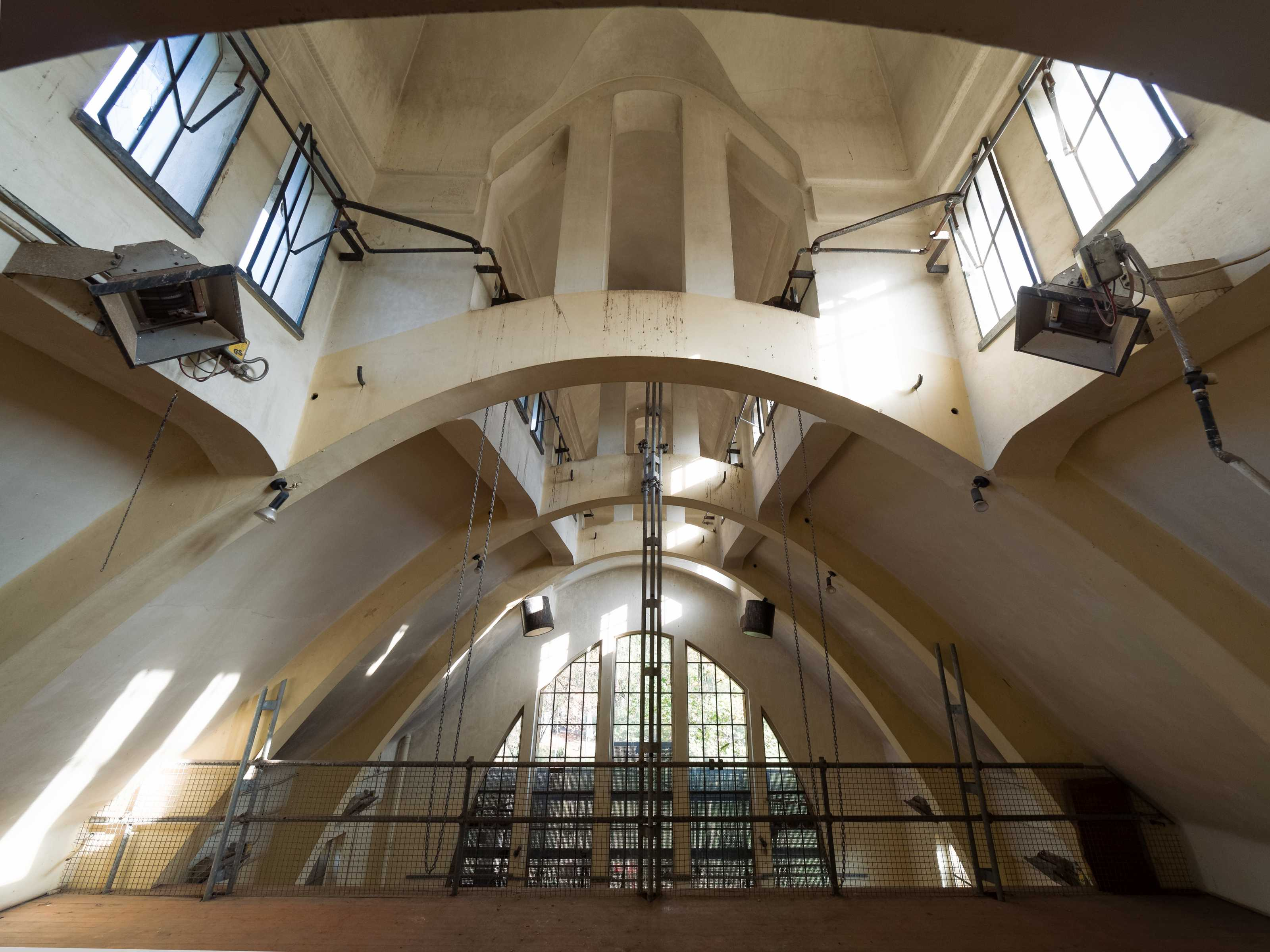
Hochwasserpumpwerk – Blick nach oben
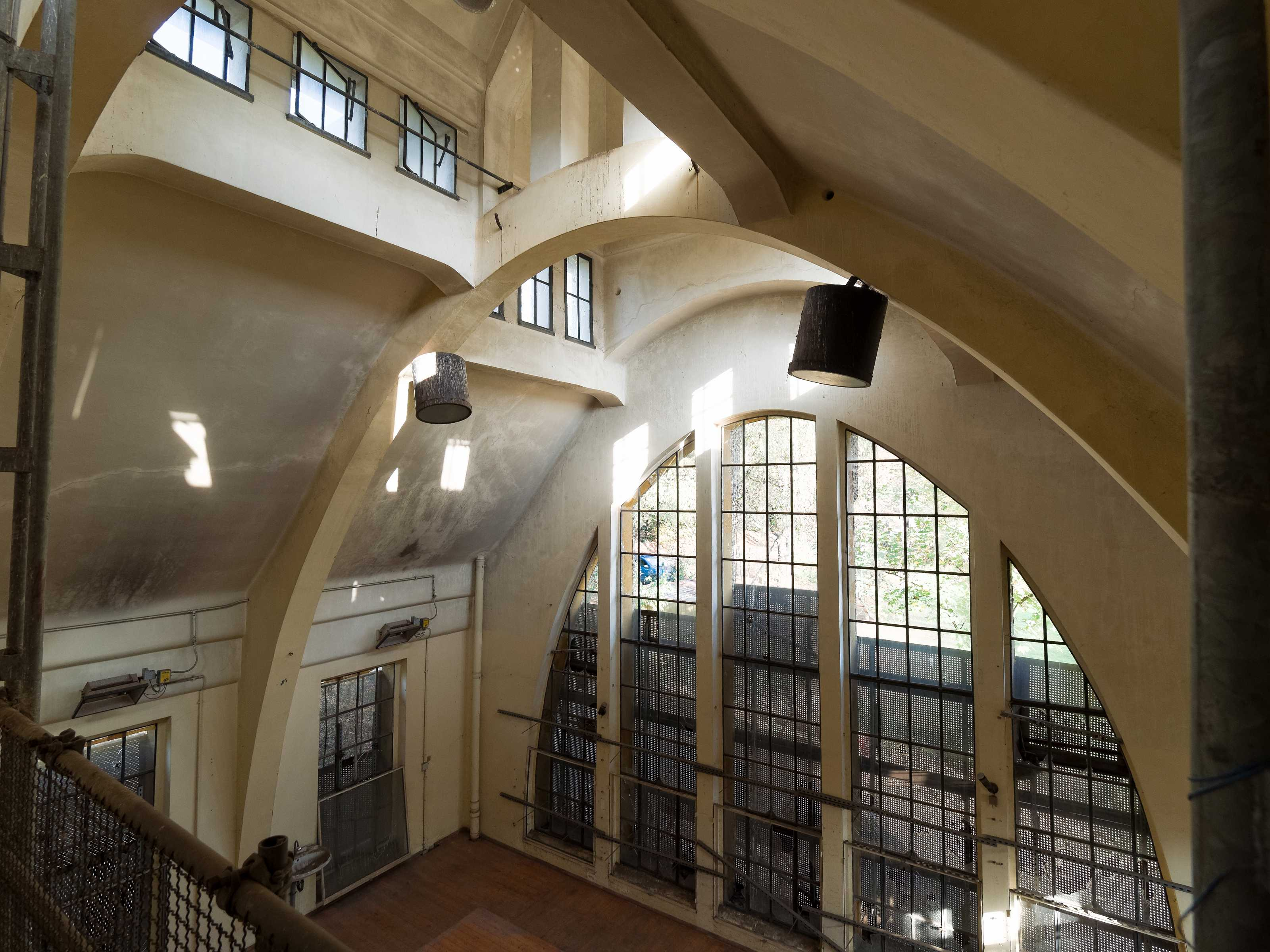
Hochwasserpumpwerk – Blick nach unten
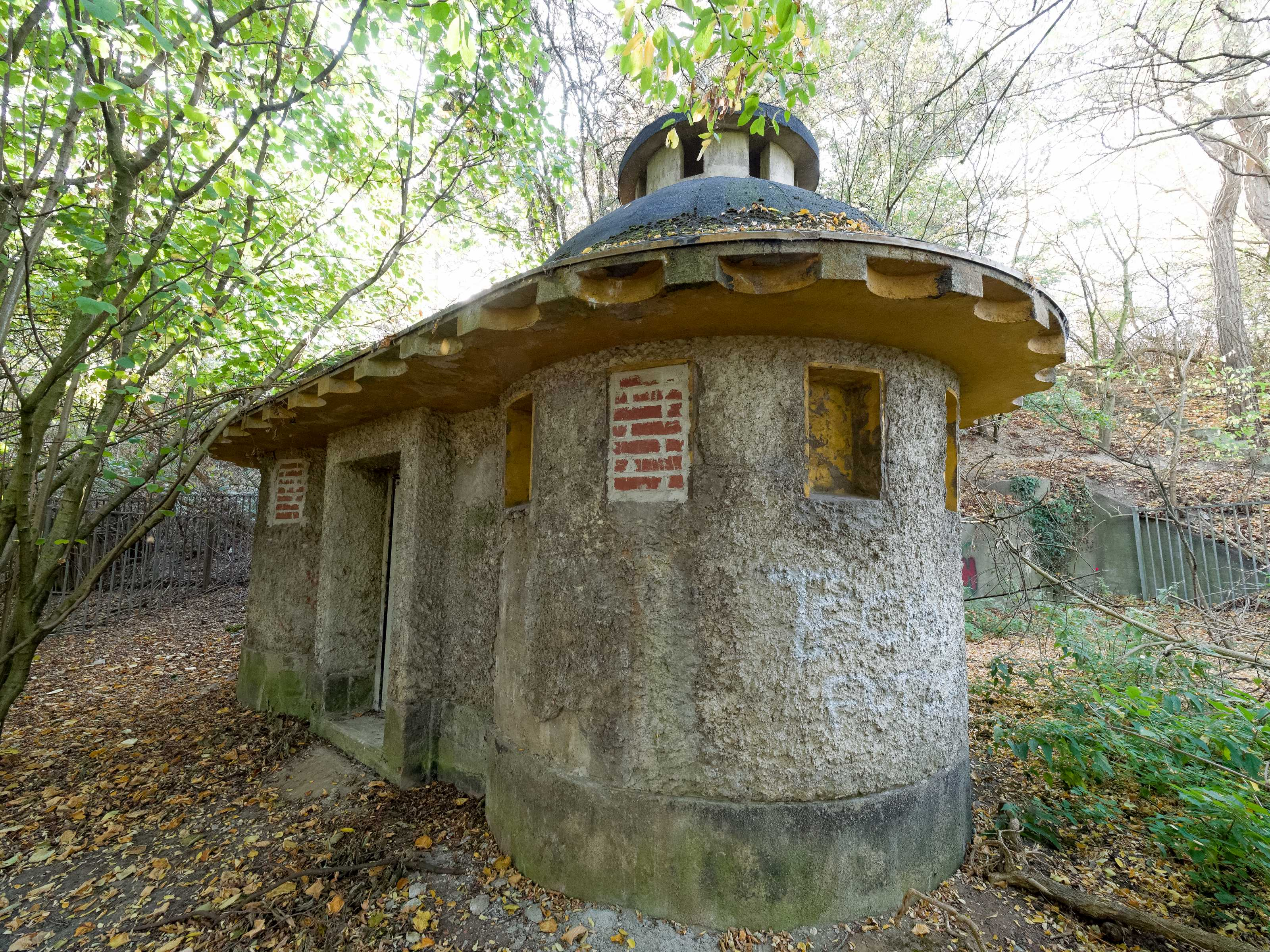
Schieberhaus
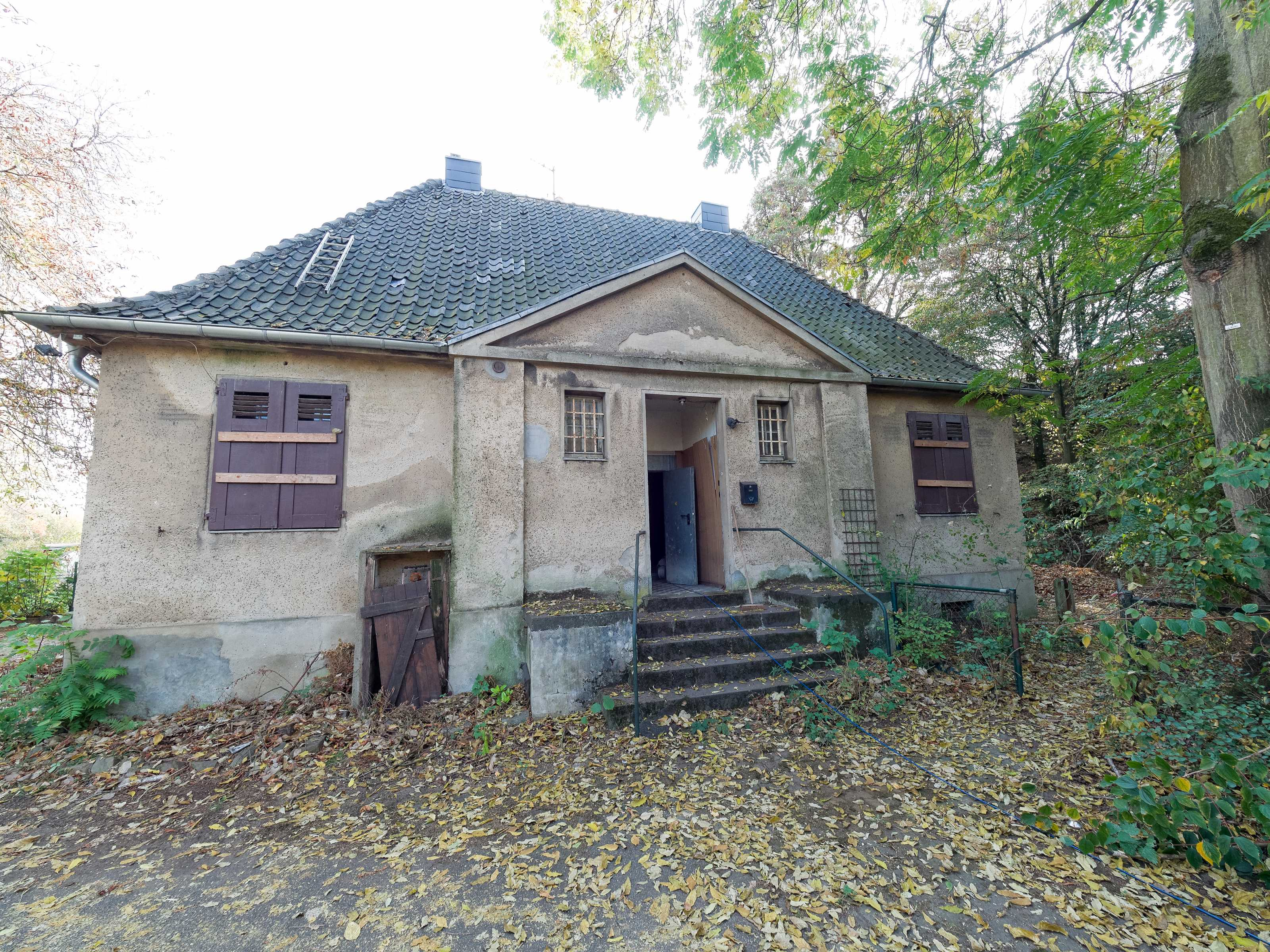
Betriebsleiterwohnhaus
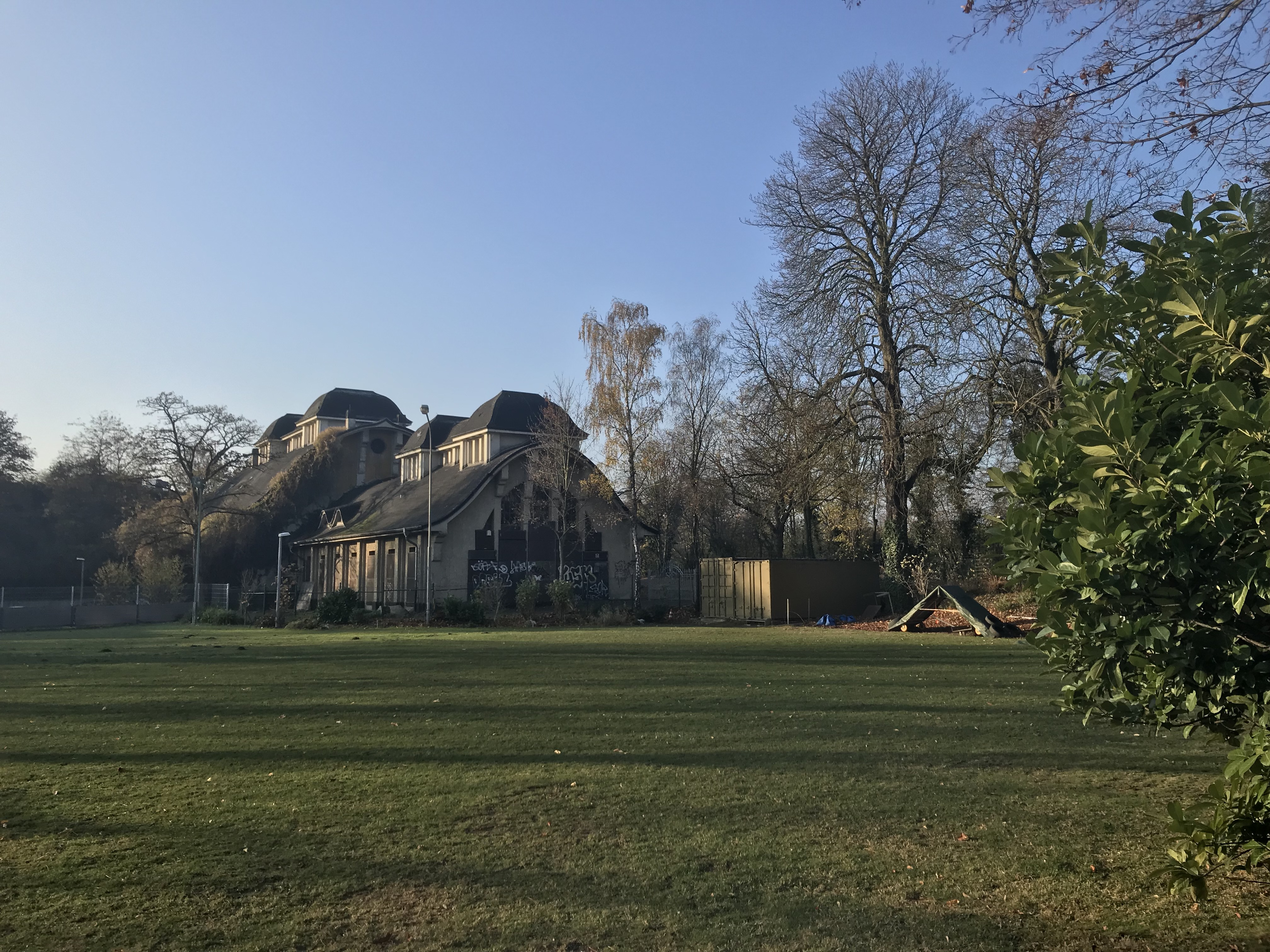
Gesamtansicht

## Besichtigungen
Das Innere des Gebäudes ist bei Veranstaltungen und im Rahmen von Führungen zugänglich.